# Malmea dielsiana
Malmea dielsiana Saff. ex R.E. Fr. – gatunek rośliny z rodziny flaszowcowatych (Annonaceae Juss.). Występuje naturalnie w Peru, Kolumbii oraz Brazylii (w stanie Acre). 

## Morfologia
PokrójZimozielone drzewo dorastające do 20 m wysokości. Gałęzie są owłosione.
LiścieMają eliptyczny kształt o ostrym wierzchołku.
OwocePojedyncze. Mają elipsoidalny kształt. Powierzchnia jest chropowata.